# Rosston (Oklahoma)
Rosston – miasto w Stanach Zjednoczonych, w stanie Oklahoma, w hrabstwie Harper.